# دوردي بابالج
دوردي بابالج هو لاعب كرة قدم صربي في مركز حراسة المرمى، ولد في 3 مايو 1981 في سراييفو في البوسنة والهرسك. لعب مع زالايغيرزيغي تورنا إغيليت ونادي شهرداري تبريز ونادي فويفودينا.